# Vals del minuto
El Vals del minuto, Op. 64, n.º 1 es una pieza para piano en Re bemol mayor (D♭), compuesta por Frédéric Chopin. Este vals fue publicado al mismo tiempo que los valses en do sostenido menor y en la bemol mayor, entre 1846 y 1847.
Muchos creen que recibió este nombre debido a que se supone que solo se tarda un minuto en interpretarlo (aunque en realidad suele interpretarse en aproximadamente un minuto y cuarenta segundos), pero ya se aclaró que fue Herbert Weinstock, historiador de la música, el que dijo que el "Vals del minuto" (Minute Waltz) tuvo ese nombre, no porque minute fuera "minuto", sino que significaba "pequeño".

No es necesario decir que esta notable efusión de encanto puro no debe interpretarse en un minuto; ni tampoco que la melodía de la mano derecha no debe tocarse a imitación de un perro que persigue su propio rabo, aunque sea cierto que Chopin lo improvisara al indicarle George Sand la gracia rítmica de un perrillo jugueteando para morderse el rabo.

Chopin creó esta y muchas de sus obras maestras en Nohant, un lugar que reavivaba los recuerdos de su tierra natal. Se dice que Sand sugirió a Chopin que compusiera una canción sobre el simpático cachorrillo. Si bien no puede demostrarse que fuera cierto, sigue siendo una historia divertida asociada con la pieza. Sin embargo, a juzgar por el tiempo que Chopin paso en Nohant y la naturaleza de su relación con Sand durante este período, es fácil imaginar que el compositor pasó más tiempo solo que con la escritora y su familia.
En ese sentido, esta pieza deja entrever la soledad de Chopin en sus últimos días en Nohant. Y puede que, después de todo, la historia fuese algo más que mera ficción.